# عقوبات ضد كوريا الشمالية
فرض عدد من الدول والهيئات الدولية عقوبات على كوريا الشمالية. وفي الوقت الحالي، تتعلق العديد من العقوبات ببرنامج الأسلحة النووية لكوريا الشمالية، وقد فُرضت بعد أول تجربة نووية لها في عام 2006.
فرضت الولايات المتحدة عقوبات عليها في الخمسينيات وشددتها بعد التفجيرات الدولية التي شنها عملاء كوريون شماليون على كوريا الجنوبية خلال الثمانينيات، بما في ذلك تفجير رانغون وتفجير الرحلة الجوية الكورية 858.
بدأت العقوبات المفروضة على كوريا الشمالية في التراجع خلال التسعينيات عندما سعت حكومة كوريا الجنوبية الليبرالية آنذاك إلى سياسات ارتباط مع كوريا الشمالية. وقعت إدارة كلينتون الإطار المتفق عليه مع كوريا الشمالية في عام 1994. ومع ذلك، كان تخفيف العقوبات الاقتصادية قصير الأجل. واصلت كوريا الشمالية برنامجها النووي وانسحبت رسميًا من معاهدة الحد من انتشار الأسلحة النووية في عام 2003، مما دفع الدول إلى إعادة فرض عقوبات مختلفة. صدرت قرارات مجلس الأمن التابع للأمم المتحدة بعد أن أجرت كوريا الشمالية تجارب نووية في الأعوام 2006 و2009 و2013 و2016 و2017. ركزت العقوبات في البداية على الحظر التجاري للمواد والسلع المتعلقة بالأسلحة، لكنها توسعت لتشمل السلع الفاخرة لاستهداف النخب.

## الهيئات الدولية

### الاتحاد الأوروبي
فرض الاتحاد الأوروبي سلسلة من العقوبات ضد كوريا الشمالية منذ عام 2006. وتشمل:
- حظر الأسلحة والمواد ذات الصلة.[2]
- حظر تصدير وقود الصواريخ والطيران إلى كوريا الشمالية.[2]
- حظر تجارة الذهب، والمعادن الثمينة، والألماس مع حكومة كوريا الشمالية.[2]
- حظر استيراد المعادن من كوريا الشمالية، مع بعض الاستثناءات للفحم والحديد الخام.[2]
- حظر تصدير السلع الفاخرة.[2]
- تقييد الدعم المالي للتجارة مع كوريا الشمالية.[2]
  - تقييد الاستثمار والأنشطة المالية.[2]
- فحص ومراقبة الحمولات المستوردة والمصدرة.
- منع بعض الأفراد الكوريين الشماليين من دخول الاتحاد الأوروبي.[3]
- حظر الاتحاد الأوروبي في 21 سبتمبر 2017 صادرات النفط واستثماراته في كوريا الشمالية.[4]

### مجلس الأمن التابع للأمم المتحدة
- أصدر مجلس الأمن التابع للأمم المتحدة عددًا من القرارات منذ التجربة النووية الأولى لكوريا الشمالية في عام 2006.[5]
- القرار 1718: أقِر عام 2006، وطالب كوريا الشمالية بالكف عن التجارب النووية، وحظَر تصدير بعض الإمدادات العسكرية والسلع الفاخرة إلى كوريا الشمالية. تأسست لجنة عقوبات تابعة لمجلس الأمن التابع للأمم المتحدة معنية بكوريا الشمالية، بدعم من فريق الخبراء.[6][7][8][9]
- القرار 1874: صدر بعد التجربة النووية الثانية في عام 2009، وقد سع الحظر على الأسلحة. شُجعت الدول الأعضاء على تفتيش السفن وتدمير أي حمولة يشتبه في علاقتها ببرنامج الأسلحة النووية.
- عزز القرار 2087، الذي صدر في يناير 2013 بعد إطلاق الأقمار الصناعية، العقوبات السابقة من خلال توضيح حق الدولة في مصادرة وتدمير الحمولات المشتبه في توجهها إلى كوريا الشمالية أو منها لأغراض البحث والتطوير العسكري.
- القرار 2094: أقِر في مارس 2013 بعد التجربة النووية الثالثة، فرض عقوبات على تحويل الأموال وهدَفَ إلى إبعاد كوريا الشمالية عن النظام المالي الدولي.
- القرار 2270: صدر في مارس 2016 بعد التجربة النووية الرابعة، عزز العقوبات القائمة. حظر تصدير الذهب والفاناديوم والتيتانيوم والمعادن الأرضية النادرة. وحظر تصدير الفحم والحديد، مع استثناء للصفقات التي كانت «لأغراض كسب العيش» فقط.[10]
- القرار 2321: صدر في نوفمبر 2016، حدد صادرات كوريا الشمالية من الفحم وحظر تصدير النحاس والنيكل والزنك والفضة. قال فريق الأمم المتحدة في فبراير 2017 إن 116 من أصل 193 دولة عضو لم تقدم بعد تقريرًا عن تنفيذها لهذه العقوبات، رغم أن الصين قدمتها.[11][12]
- القرار 2371: صدر في أغسطس 2017، حظر جميع صادرات الفحم والحديد والرصاص والمأكولات البحرية. فرض القرار قيودًا جديدةً على بنك التجارة الخارجية في كوريا الشمالية وحظر أي زيادة في عدد الكوريين الشماليين العاملين في دول أجنبية.[13]
- القرار 2375: الصادر في 11 سبتمبر 2017، قيّد واردات كوريا الشمالية من النفط الخام والمنتجات النفطية المكررة، وحظر شركات المحاصة، وصادرات المنسوجات، ومتكثفات الغاز الطبيعي والواردات السائلة، ومنع رعايا كوريا الشمالية من العمل في الخارج في بلدان أخرى.[14]
- القرار 2397: صدر في 22 ديسمبر 2017 بعد إطلاق صاروخ هواسونغ-15 العابر للقارات، حدد واردات كوريا الشمالية من النفط الخام والمنتجات البترولية المكررة إلى 500,000 برميل في العام، وحظر تصدير المواد الغذائية والآلات والمعدات الكهربائية، ودعا إلى إعادة جميع الرعايا الكوريين الشماليين الذين يحصلون على دخل في الخارج في غضون 24 شهرًا. أذن القرار للدول الأعضاء بمصادرة وتفتيش أي سفينة في مياهها الإقليمية يتبين أنها تزوّد جمهورية كوريا الشعبية الديمقراطية بالنفط أو المنتجات المحظورة الأخرى بصورة غير مشروعة.[14]

وكالات الأمم المتحدة مقيدة بالمساعدات التي تستطيع تقديمها لكوريا الشمالية بسبب العقوبات، ولكنها قادرة على المساعدة في مجالات التغذية والصحة والمياه والصرف الصحي.

## الدول

### أستراليا
فرضت أستراليا سلسلة من العقوبات ضد كوريا الشمالية منذ أغسطس 2017.

### الصين
حظرت الصين في فبراير 2017 كل واردات الفحم من كوريا الشمالية لبقية العام. حظرت الصين أيضًا تصدير بعض المنتجات البترولية وواردات المنسوجات من كوريا الشمالية وفقًا لقرارات الأمم المتحدة.

### اليابان
فرضت اليابان عام 2016 عقوبات على كوريا الشمالية تشمل:
- حظر التحويلات المالية، باستثناء تلك التي تُحول لأغراض إنسانية بقيمة أقل من 100,000 ين ياباني.
- منع المواطنين الكوريين الشماليين من دخول اليابان.
- تجديد الحظر المفروض على دخول السفن الكورية الشمالية إلى الموانئ اليابانية وتوسيعه ليشمل سفن أخرى زارت كوريا الشمالية.
- حظر فنيين النووي والصواريخ الذين ذهبوا إلى كوريا الشمالية من دخول اليابان.[19]

### كوريا الجنوبية
فرضت كوريا الجنوبية عام 2010 عقوبات على كوريا الشمالية ردًا على إغراق السفينة البحرية الكورية الجنوبية، تشانون، عُرفت العقوبات باسم تدابير 24 مايو. وشملت هذه العقوبات:
- حظر السفن الكورية الشمالية من دخول المياه الإقليمية الكورية الجنوبية.
- تعليق التجارة بين الكوريتين باستثناء منطقة كايسونغ الصناعية.
- حظر معظم التبادلات الثقافية.

أمرت الرئيسة باك غن هي في عام 2016 بإغلاق منطقة كايسونغ الصناعية ردًا على التجربة النووية في يناير وإطلاق الصواريخ في فبراير.

### تايوان
في عام 2017 حظرت تايوان أيضًا التجارة مع كوريا الشمالية امتثالًا لقرارات الأمم المتحدة، على الرغم من عدم عضويتها في الأمم المتحدة. تعد كوريا الشمالية هي الشريك التجاري الأكبر لتايوان من بين شركائها البالغ عددهم 174، واستوردت سلعًا بقيمة 1.2 مليون دولارًا أمريكيًا وصدرت بقيمة 36575 دولارًا أمريكيًا في الفترة من يناير إلى يوليو 2017. بعد مرور عام، قيل إن قاضي المحكمة العليا السابق تشيانغ كو هوا وابنه، شيانغ هنغ، تهربا من العقوبات المفروضة على كوريا الشمالية باستئجار سفينة لنقل أربعة أنواع من الفحم الحجري من فيتنام في ذلك الصيف. اتُهم الأب وابنه واثنان آخران من مواطني جمهورية الصين الشعبية بمساعدة الإرهابيين وتزوير الوثائق.